# Elly de Graaf
 Elly de Graaf, née le 6 août 1954 à Werkendam,,,, est une actrice néerlandaise. Elle est surtout connue pour avoir joué le rôle de Rosa Gonzalez (nl) dans le feuilleton Goede tijden, slechte tijden.

## Filmographie

### Cinéma et téléfilms
- 2000-2011 : Goede tijden, slechte tijden : Rosa Gonzalez
- 2003 : Baantjer : La femme de ménage
- 2012 : <3 : Leila
- 2013 : Galaxy Pi : Chantal Kastelijn
- 2014 : Omgeven : La femme
- 2014 : Aan Zet : La diable
- 2014 : De Dino Show (nl) : La cliente du restaurant KFC
- 2016 : Verborgen : Marie
- 2017 : Koudbloedig : Agnes
- 2019 : Bloedbrand : L'épouse du propriétaire du bar
- 2019 : Een volkomen verrassing : Marie Louise